# Massimo Storgato
Massimo Storgato (Casale Monferrato, 3 giugno 1961) è un allenatore di calcio ed ex calciatore italiano, di ruolo difensore.

## Carriera

### Giocatore
Stopper cresciuto nella Juventus con cui colleziona sette presenze, visse le prime esperienze da titolare in Serie B con l'Atalanta (dove giocò 18 partite di campionato e 2 di Coppa Italia come terzino destro, facendo il suo esordio con i nerazzurri nella partita di Coppa Italia del 2 settembre 1979 pareggiata per 0-0 sul campo della Sambenedettese) e in Serie A con Cesena e Verona.

Storgato (a destra) all'Udinese nel 1989, in lotta per la palla con il padovano Simonini.

Nel 1984 fu ingaggiato dalla Lazio, che però retrocesse al termine del campionato. Storgato vestì successivamente la maglia dell'Udinese per quattro stagioni consecutive (con l'eccezione di alcuni mesi all'Avellino durante il campionato 1987-1988), nel corso delle quali la squadra friulana dapprima retrocesse, e poi riottenne la promozione in Serie A al termine del campionato 1988-1989.
Successivamente Storgato giocò per due stagioni nel Cosenza, in Serie B, per poi indossare le maglie di Alessandria e Pro Vercelli, con cui vinse lo Scudetto Dilettanti al termine del campionato 1993-1994, conclusosi con la promozione in Serie C2.
Continuò per un altro biennio nel campionato di Eccellenza con l'Ivrea e la Sangiustese, ricoprendo il doppio ruolo di giocatore-allenatore.

### Allenatore
Intraprese la carriera da tecnico tra Eccellenza e Serie D con Ivrea e Sangiustese, in questi due casi come giocatore-allenatore, e dal 1999 siedendo solo in panchina con Volpiano e Cuneo. Proseguì con la formazione Allievi della Juventus con la quale vinse uno scudetto di categoria nel 2006.
Ha successivamente allenato la Canavese in Serie C2, e il Pizzighettone e il Chieri in Serie D. Nella stagione 2012-2013 allena la formazione Primavera del Modena. Il 15 luglio 2013 diventa il nuovo allenatore della formazione Primavera del Padova. Nel 2019 diventa capo-scouting del Torino. Dal 2018 è osservatore per le formazioni dell'Italia U15-16-17-18-20, dal 2023 è direttore tecnico della rappresentativa giovanile del Piemonte

## Palmarès

### Giocatore

#### Competizioni nazionali
- Campionato italiano: 1

Juventus: 1980-1981
- Coppa Italia: 1

Juventus: 1982-1983
- Scudetto Dilettanti: 1

Pro Vercelli: 1993-1994

#### Competizioni regionali
- Eccellenza: 1

Ivrea: 1996-1997 (girone A piemontese-valdostano)

### Allenatore

#### Competizioni giovanili
- Campionato Allievi Nazionali: 1

Juventus: 2005-2006
- Torneo Città di Arco: 1

Juventus: 2007

#### Competizioni regionali
- Eccellenza: 1

Ivrea: 1996-1997 (girone A piemontese-valdostano)